# Ашли Робъртс
Ашли Мария Робъртс (на английски: Ashley Maria Roberts е американска певица, актриса, модел, моден дизайнер и телевизионна водеща, известна най-вече като певица на американската R&B група „Пусикет Долс“.
През 2003 г. се присъединява към групата.
През 2010 г. започва солова кариера с издаването на песента Theme from A Summer Place, а през 2014 г. издава дебютния си албум Butterfly Effect.

## Дискография

### Студийни албуми
- Butterfly Effect (2014)

### Сингли
- Clockwork (2014)
- Woman Up (2014)

### Промоционални сингли
- Theme from A Summer Place (2010)
- Yesterday (2012)